# Rodilnik
Rodílnik (tudi génitiv in génetiv) je v slovenščini 2. sklon in je sklon, ki kaže tudi na izvor. Latinski slovničarji so grško poimenovanje ptosis genike, sklon izvora, napačno prevedli iz grščine v latinščino kot genetivus, sklon rojevanja. Od tod izvira slovensko poimenovanje rodilnik. Po njem se vprašamo z vprašalnico koga ali česa.  V slovenščini je edninski rodilnik sklon z veliko obvestilnostjo, saj odkriva sklanjatev določene besede in tudi njen naglasni tip.

### Raba rodilnika v slovenščini
V slovenščini rodilnik v stavku izraža:
- predmet, in sicer:
  - prvi premi: Kdo se boji Virginije Woolf? – Sram jo je besedičenja.
  - drugi premi: Brata učim nemščine.
  - zanikani: Ne odpirajte okna. (V pogovorni slovenščini večkrat namesto zanikanega rodilnika rabimo tožilnik (Zakaj mi nisi prinesel mleko? → knjižno Zakaj mi nisi prinesel mleka?).[2])
  - delni: narezati kruha in slanine, kozarec belega vina.
  - namenilnikov: Šla je pšenice žet. ( V sodobnem jeziku tak rodilnik zveni starinsko ali narečno in ga zamenjuje tožilnik: Šla je žet pšenico.)
- osebek:
  - pri zanikanem pomožniku biti, ob glagolu zmanjkovati ipd.: Očeta ni doma. – Vode zmanjkuje.
  - logični zanikani osebek: Ivanke ni sram raznašati teh čenč po svetu.
- prilastek oziroma pridevniško zvezo: oko postave, žena dobrih rok.
- povedkov prilastek: Bala se ga je pijanega.
- prislovno določilo časa in prislovno določilo načina: vrniti se avgusta; Lepega dne bom odšel. Umrl je nagle smrti. (Napačna pa je raba Niti štirih minut me nisi počakal (prav: niti štiri minute, ker gre za prislovno določilo količine).
- jedro imenovalniškega ali tožilniškega stavčnega člena za števniki tipa pet/petero in količinskimi pridevniškimi izrazi tipa malo, precej, več: Pet fantov je prišlo. – Videl sem veliko vojakov.
- izpostavljeni stavčni člen: Maščevanja, tega se boj.
- ujemalni prilastek: ptice pevke.
- pristavek: Ivana Cankarja, našega velikega pisatelja, ni poznal.
- različna razmerja v zvezi s predlogi: Od hiše do hiše hodijo. – Zaradi take malenkosti se ne bova prepirala.
- morda kot medmet tipa Hudiča, kaj pa hočeš! (lahko pa gre za tožilnik).